# Ich war zuhause, aber…
Ich war zuhause, aber… ist ein deutsch-serbischer Spielfilm von Angela Schanelec aus dem Jahr 2019.
Das Familiendrama wurde am 12. Februar 2019 im Wettbewerb der 69. Berlinale uraufgeführt.

## Handlung
Der 13-jährige Phillip verschwindet spurlos. Erst nach einer Woche taucht der Junge wortlos wieder auf. Was genau Phillip dazu gebracht hat, darüber können seine alleinerziehende Mutter Astrid und die Lehrer nur spekulieren. Als eine mögliche Ursache wird der Tod des Vaters angesehen. Dennoch bleibt sein Verhalten für alle rätselhaft. Phillips Umfeld sieht sich mit existenziellen Fragen konfrontiert, die die gesamte Sicht auf das Leben verändern. Astrid schaut nach Phillips Rückkehr aus einem anderen Blickwinkel auf ihr bürgerliches Leben, ihre Arbeit im Berliner Kulturbetrieb und stellt auch ihre bisherige Kunstauffassung in Frage. Ihr fällt es schwerer, damit zurechtzukommen, dass Phillip ein eigenes Leben führt. Als ihr Sohn mit einer Blutvergiftung ins Krankenhaus eingeliefert wird, beginnt Astrid die Nerven zu verlieren. Phillip und seine kleine Schwester halten aber dennoch zu ihr.

## Hintergrund
Die Dreharbeiten des Films fanden vom 30. September bis 7. November 2017 in Berlin statt. Produziert wurde Ich war zuhause, aber… von der Berliner Produktionsfirma Nachmittagfilm und der serbischen Dart Film & Video. Als Koproduzenten traten die Fernsehsender ZDF und 3sat auf. Die Beauftragte der Bundesregierung für Kultur und Medien, Monika Grütters, und das Medienboard Berlin-Brandenburg finanzierten den Film mit 250.000 bzw. 100.000 Euro. Das serbische Film Center Serbia unterstützte die Produktion mit 42.377 Euro. Der deutsche Kinostart war der 15. August 2019. Ende September, Anfang Oktober 2019 soll er beim New York Film Festival gezeigt werden.

## Rezeption

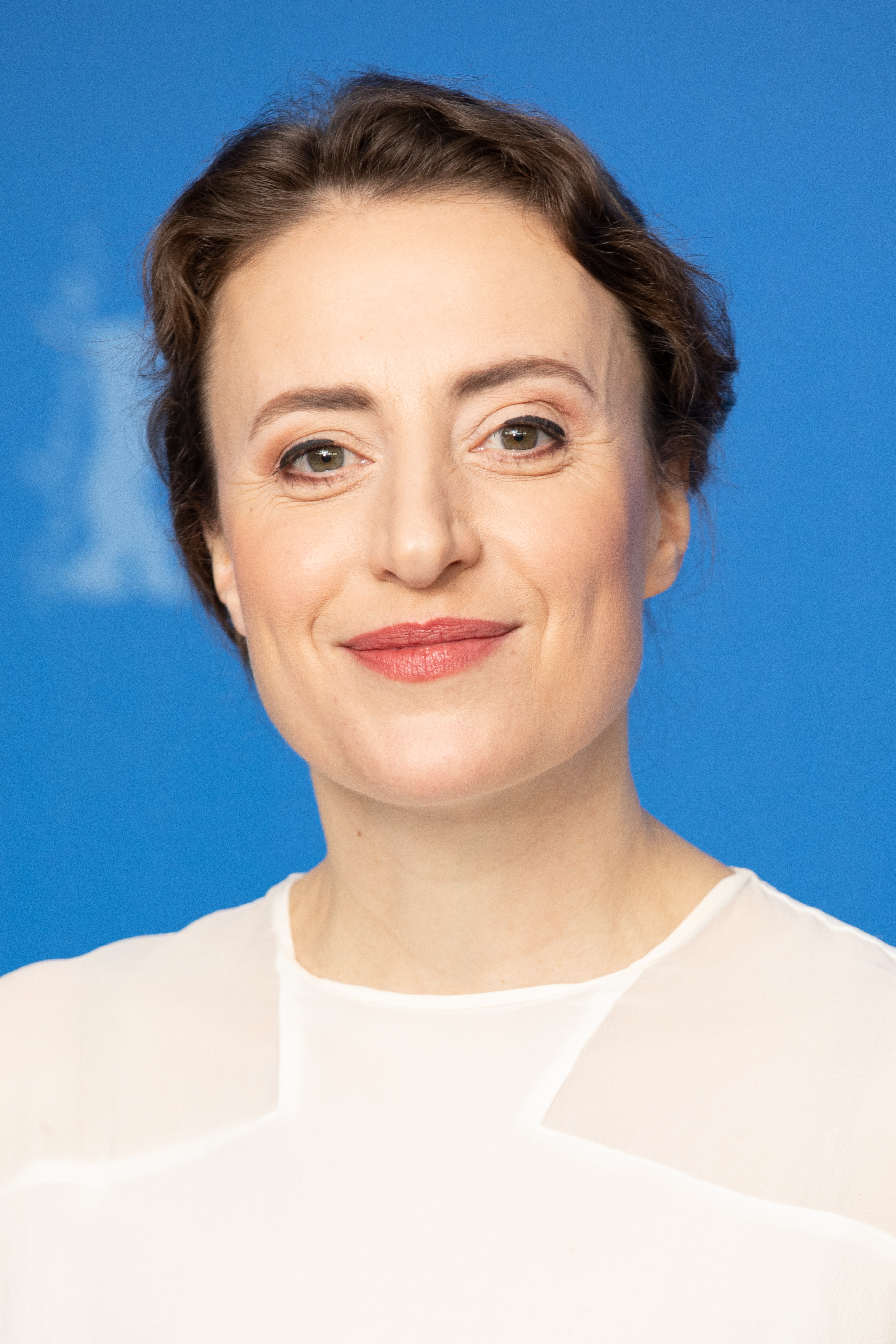
Hauptdarstellerin Maren Eggert auf der Berlinale

Der Film erhielt im internationalen Kritikenspiegel der britischen Fachzeitschrift Screen International 2,3 von vier möglichen Sternen und belegte damit gemeinsam mit dem italienischen Beitrag Paranza – Der Clan der Kinder einen 8. Platz unter allen 16 Berlinale-Wettbewerbsfilmen. Emin Alpers Eine Geschichte von drei Schwestern und Nadav Lapids Synonymes (je 3,0) führten die Rangliste an.
In der Zeit geht Wenke Husmann auf das Inszenieren als Thema des Films ein, und damit auf Schanelecs Art, das realistische Inszenieren zu unterlaufen. Ein weiteres Thema, der Verlust, wird in Verbindung zu Schanelecs eigener Biografie gebracht: Wie die Hauptfigur des Films hat Schanelec ihren Partner und den Vater ihrer Kinder, den Theaterregisseur Jürgen Gosch, verloren.

## Auszeichnungen
Mit Ich war zuhause, aber… konkurrierte Angela Schanelec erstmals bei den Internationalen Filmfestspielen Berlin um den Goldenen Bären, den Hauptpreis des Festivals. Sie wurde dort mit dem Regiepreis ausgezeichnet. Im Rahmen des Festival Internacional de Cine de San Sebastián wurde Schanelec in der Sektion Zabaltegi-Tabakalera ausgezeichnet.